# Mile End Records
Pour les articles homonymes, voir Mile End.
Mile End Records est un label indépendant localisé à Montréal, Canada. Il a été créé en 2005 par le producteur et DJ Patrick Dream et Kirk Coleman du Studio MIXART. Il est et dédié en particulier à la house music.

## Histoire
En 2005, Kirk Coleman du Studio MIXART envisageait d'acquérir le label de musique Bombay Records pour promouvoir les talents montréalais, en collaboration avec un réseau international de producers musical. Patrick Dream, un partenaire de Bombay Records vendit ses parts pour se concentrer sur ses activités de producteur et de DJ. Coleman et Dream ont alors fondé Mile End Records. Ils sortirent la compilation Chez nous 1, illustrant la diversité des producteurs de musique électronique montréalais. Un des premiers titres édités par le label fut un single de Roy Davis Jr..

## Artistes
- Chus & Ceballos
- Roy Davis Jr.
- Patrick Dream
- Elevator People
- Miguel Graca
- Hector Couto
- Stephan Grondin
- Blond:ish
- Regan Grey
- Jaimy
- James Teej
- Joubin
- Fadel
- Angel Moraes
- Darius Syrossian
- Danny Buddha Morales
- My Favorite Robot
- Omid16B
- Omar Cito Perez
- Julien Prince
- Steve Bear Sas
- Nicola Torriero
- Dj Vibe
- Vivie-Ann
- Miles Moore

## Disques édités
- Everybody (2006)
- Goodlife (2006)
- What I'm Saying (2006)
- Real Deal (2007)
- Feet Don't Fall (2007)
- Why Do I Luv Muzik EP (2007)
- Real Deal Remixes (2007)
- Stereostar Remixes (2007)
- What I'm Saying Remixes (2007)
- Stereo Sound 001 (2007)
- Why Do I Luv Muzik Remixes (2008)
- White is Pure 7: Trance Mix (2008)
- Red Lite Series 5 (Continuous DJ Mix) (2008)
- Booty Pop feat. Gouchy Boy & Amanda (2008)
- Levitate (2008)
- Reach Up (2009)
- Magic Carpet Ride (2009)
- Blended Sound 002 (2009)
- Heartbroken Reprise (2009)
- Pleasure 31 (2009)
- White is Pure 8 (2009)
- Red Lite Series 6 (2009)
- Fascination (2010)
- Strings of Life 2010 (2010)
- Dressed in White (2010)
- The Darker Side (2010)
- A Stereo Tribute (2010)
- Sueno Mio feat. Cito (2010)
- Makin' Sense EP (2010)
- Giger (2010)
- KissKiss (2010)
- Solar System (2010)
- Got It EP (2012)

## Discographie
- Chez Nous 2